# Consiglio di governo del Principato di Monaco
Il Consiglio di governo del Principato di Monaco (in francese: Conseil de gouvernement de la Principauté de Monaco) è l'organo di governo del Principato.

## Descrizione
È composto da sei membri:
- Ministro di Stato, che presiede il consiglio, e i cinque membri (quattro consiglieri e un delegato); ha anche il diritto di voto e ha il controllo sia della polizia che delle forze armate.
- 1. consigliere per gli affari interni,
- 2. consigliere per le finanze e l'economia,
- 3. consigliere per i servizi, l'ambiente e la pianificazione urbanistica,
- 4. consigliere per gli affari sociali e la salute,
- 5. consigliere per le relazioni estere e la cooperazione

## Poteri e funzioni
Monaco ha un sistema di separazione dei poteri: il consiglio di governo è responsabile nei confronti del principe ma non del parlamento.

## Composizione attuale
| Dipartimento                                   | Nome                   | Dal               |
| ---------------------------------------------- | ---------------------- | ----------------- |
| Ministero di Stato                             | Christophe Mirmand     | 21 luglio 2025    |
| Interno                                        | Lionel Beffre          | 5 agosto 2024     |
| Finanze e economia                             | Pierre-André Chiappori | 18 marzo 2024     |
| Affari sociali e salute                        | Christophe Robino      | 20 aprile 2022    |
| Servizi, ambiente e pianificazione urbanistica | Céline Caron-Dagioni   | 1º settembre 2021 |
| Relazioni estere e cooperazione                | Isabelle Berro-Amadeï  | 17 gennaio 2022   |